# You See Me Crying
You See Me Crying är en låt av Aerosmith skriven av Steven Tyler och Don Solomon. Låten släpptes som den tredje singeln från albumet Toys in the Attic från 1975. Låten tog väldigt lång tid att spela in på grund av svåra trum- och gitarravsnitt och på låten handhar Brad Whitford gitarrsolo istället för Joe Perry som oftast har gitarrsolona.